# Chození s jedličkou

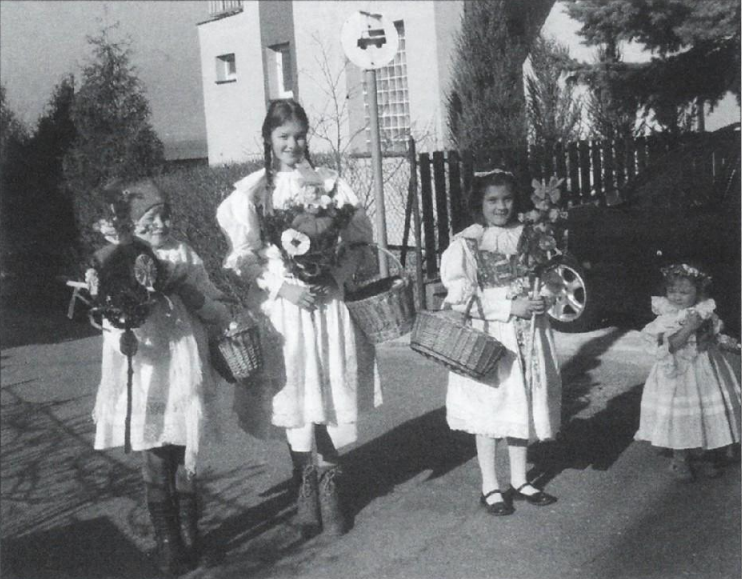
Jedlička v Samotiškách v minulém století

Chození s jedličkou je velikonoční lidová tradice aktivně praktikována v okolí Olomouce, především v Bělkovicích, Lošově, Přáslavicích, Dolanech, Droždíně a Samotiškách. 
O smrtné neděli (také květná neděle) se skupinky dívek většinou do 5. třídy základních škol (někde ještě stále v kroji) vydají dopoledne na pochůzku po vesnici s jedlovou větvičkou, jejíž hlavní část je hlavička buď z panenky, vajíčka, porcelánu atp. Dále je větvička zdobená různými způsoby (záleží na dané vesnici), nejčastěji krepovým papírem a jinými doplňujícími materiály, které vytváří ruce, tělo a zdobenou sukýnka. Dívky poté chodí od domu k domu a u každého zpívají báseň o vítaní jara a patronu svatém Jiřím (někde při tom ještě s jedličkou otáčejí). Dostanou sladkost, vajíčka a občas i nějaké drobné. Poté se jedlička zanechá za oknem, aby vítala jaro a koledníky s pomlázkou. Odpoledne mladé dívky vystřídá skupinka starších dívek (většinou od 6. třídy ZŠ), které dělají pochůzky s již známější smrtkou či morenou, známou jako Vítání jara.

## Historie
O původu tradice se nedochovalo mnoho zdrojů, avšak pravděpodobně vychází již z pohanství. Není známé ani období vzniku dnešní podoby tradice, která se nepřerušila ani během druhé světové války či během komunismus režimu v Československu.

## Symbolika
Nazdobená větvička by měla mít „pět prstů“, neboli pět větviček. Naši předkové věřili v moc a sílu lichých čísel. Žlutá barva květů pak připomíná slunce, modrá vodu, červená krev a nový život. Na každé jedličce se pak nese panenka. Aby stromeček plnil svoji funkci, musí s ním děvčata točit. Tím se od ozdoby, které se říká břinkavice, odrážejí sluneční paprsky a odlesky se rozlétávají kolem.. Dívky s jedličkou mají jaro vítat, oproti dívkám se srmtkou či morenou, které mají zimu zahnat. Každá vesnice tradici praktikuje v různých podobách.

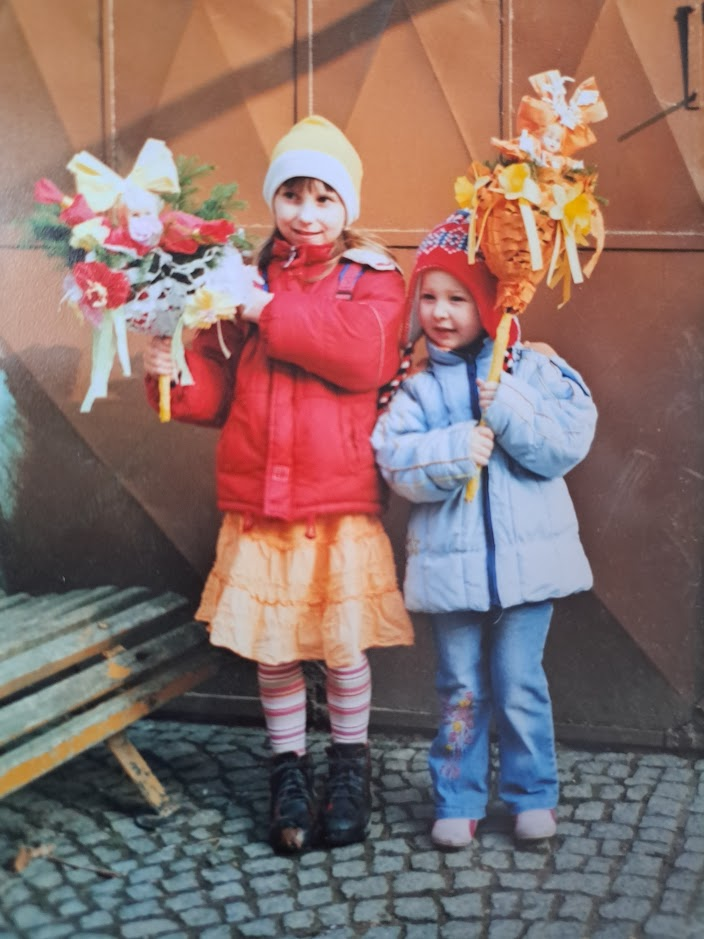
Jedlička v Lošově

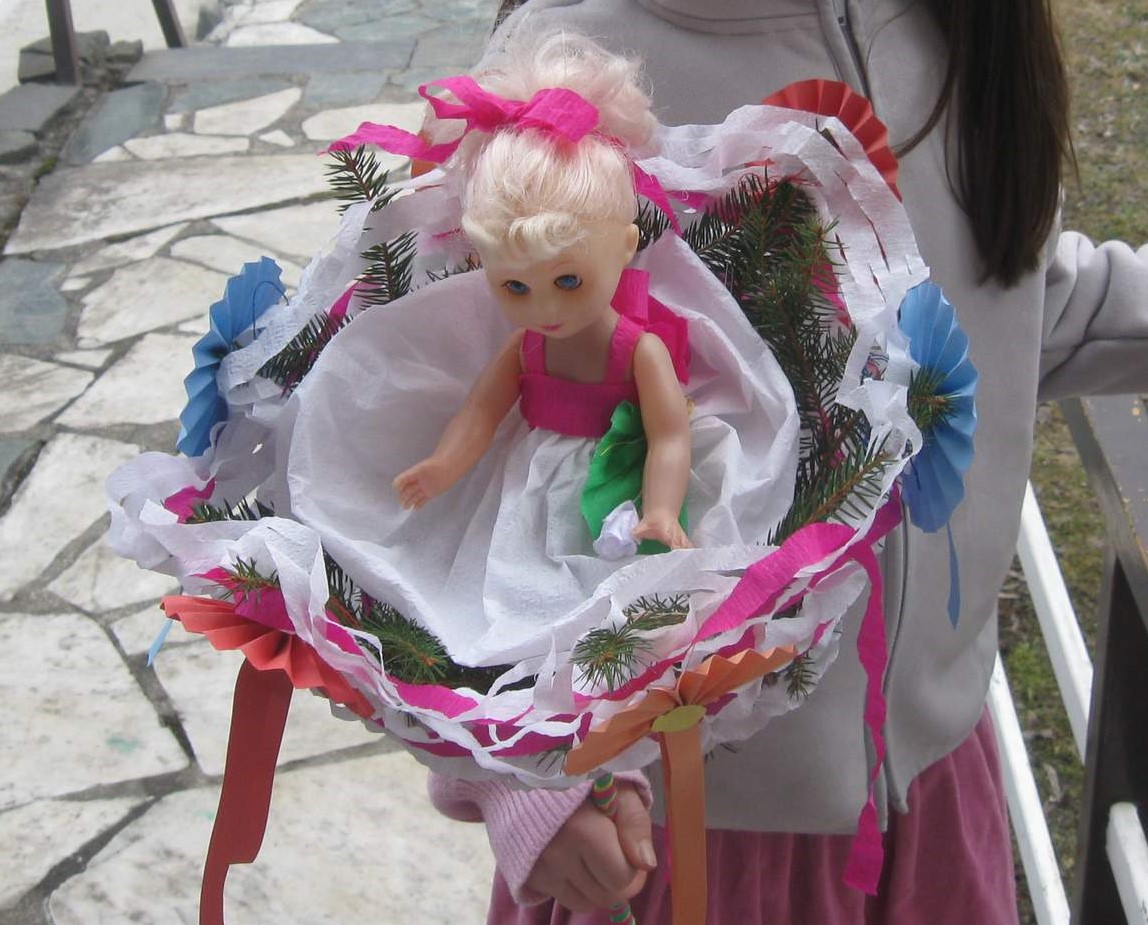
Jedlička (Lošov)

## Báseň
Objevuje se v různých verzích, zde je například verze z obce Samotišky. Poslední tři odstavce jsou pouze v této vesnici.
Má milá jedličko,

Červená růžičko,

vyber sobě růže květ,

kterou budeš sama chtět.

Já jsem si vybrala,

kterou jsem sama chtěla

Smrtná neděla

kde jsi klíče poděla?

Poděla jsem poděla

u svatého Jiří,

Svatý Jiří vstává,

pole odmykává,

Aby tráva rostla,

tráva zelená,

fiala modrá,

všelijaké kvítí,

na věnečky vití.

Nám, nám samotěšským pannám,

do košíčka skládám.

Samotěští páni na kóře zpívají,

bystrovanský žáby pod mostem kvákají

Žáby, žáby ven

a vajíčka do košíčka sem.